# Lost Angeles
Pour plus de détails, voir Fiche technique et Distribution.
Lost Angeles est une comédie dramatique américaine produite  et réalisé par Phedon Papamichael, sorti en 2012.

## Synopsis
Jared (Blatz), un jeune homme tout juste sorti de prison, vole un camescope et se retrouve introduit dans le tout-Hollywood...

## Fiche technique
- Titre original : Lost Angeles
- Titre français :
- Titre québécois :
- Réalisation : Phedon Papamichael
- Scénario : Chris Merrill
- Direction artistique : Justin Lieb
- Décors : Lasha Zambakhidze
- Costumes : Anna Herrington
- Photographie : Tari Segal
- Son : Steve Papagiannis
- Montage : Grant Keiner
- Musique : Tom Hiel
- Production : Chris Gibbin et Phedon Papamichael
- Société(s) de production : Burgundy Films
- Société(s) de distribution :
- Budget :
- Pays d'origine :  États-Unis
- Langue originale : Anglais
- Format : couleur -
- Genre : Comédie dramatique
- Durée : 95 minutes
- Dates de sortie :
- Allemagne : 16 septembre 2012 (Filmfest Oldenburg)
  -  États-Unis : 2013

## Distribution
- Kelly Blatz : Jared
- Joelle Carter : Jamie Furkes
- Mark Boone Junior : Stefan Snie
- Laura-Leigh : Hope
- Val Lauren : Mickey B.
- Adam Goldberg : Deepak
- Grant Heslov : le producteur
- Timothy V. Murphy : Cliff
- Alex Beh : le réalisateur
- Seymour Cassel : le critique de cinéma
- Ashley Hamilton : Bruce